# 한국미라클피플사
한국미라클피플사는 경기도 포천시에 있는 주방 용품 회사이다.

## 연혁
- 1995년 (주)한국미라클피플사 설립, 뉴스텝 출시
- 1996년 한국능률협회 히트상품 선정.
- 2014년 (주)한국미라클피플사 법인전환
- 2016년 은나노스텝로 제품 및 변경. 홈쇼핑 인기상품.

## 같이 보기
- 한국쓰리엠
- 삼화페인트
- 동양화학
- 옥시레킷벤키저